# Amin Cherni
Pour les articles homonymes, voir Cherni.
Amin Cherni, né le 7 juillet 2001 à Paris, est un footballeur international tunisien qui évolue au poste d'arrière gauche au Göztepe SK.
Formé au Paris FC, il connaît plusieurs clubs en France avant de s'établir à Laval. Sa polyvalence et ses performances lui valent une sélection en équipe nationale tunisienne, avec laquelle il participe aux qualifications pour la Coupe du monde 2026.

## Carrière

### En club
À l'âge de 9 ans, Amin Cherni intègre l'académie de jeunes du Paris FC, où il passe une décennie. Il joue pour l'équipe réserve du club en 2020. Le 29 juin 2021, il rejoint Paris 13 Atletico, un club du Championnat National 2, marquant ainsi le début de sa carrière senior. Le 15 juin 2022, Cherni signe avec Chambly, retrouvant son ancien entraîneur Fabien Valéri. Puis, le 30 juin 2023, il franchit une étape importante en signant un contrat professionnel de deux saisons avec Laval en Ligue 2. Cherni fait ses débuts professionnels avec Laval lors d'une victoire (1-0) contre Angers le 5 août 2023.
Le 23 juillet 2025, il signe au Göztepe SK en tant qu'agent libre, son contrat avec le Stade lavallois s'étant terminé quelques jours plus tôt. En Turquie, il signe un contrat de trois ans, soit jusqu'en juin 2028.

### Carrière internationale
Amin Cherni, né en France, est d'origine tunisienne. Il représente la Tunisie au niveau international junior, ayant participé avec l'équipe nationale des moins de 20 ans lors de la coupe d'Afrique des nations en 2021. Sa performance lui vaut d'être sélectionné dans l'équipe nationale senior de Tunisie pour une série de matchs de qualification pour la Coupe du monde 2026 en novembre 2023.

## Statistiques

### Statistiques
| Saison                | Club                  | Championnat           | Championnat | Championnat | Coupe(s) nationale(s) | Coupe(s) nationale(s) | Tunisie | Tunisie | Total | Total |
| Saison                | Club                  | Division              | M.          | B.          | M.                    | B.                    | M.      | B.      | M.    | B.    |
| 2021-2022             | Paris 13 Atletico     | National 2            | 20          | 0           | -                     | -                     | -       | -       | 20    | 0     |
| 2022-2023             | FC Chambly            | National              | 29          | 3           | 1                     | 0                     | -       | -       | 30    | 3     |
| 2023-2024             | Stade lavallois       | Ligue 2               | 37          | 5           | 3                     | 0                     | 1       | 0       | 41    | 5     |
| 2024-2025             | Stade lavallois       | Ligue 2               | 25          | 1           | 2                     | 0                     | 2       | 0       | 29    | 1     |
| Sous-total            | Sous-total            | Sous-total            | 62          | 6           | 5                     | 0                     | 3       | 0       | 70    | 6     |
| 2025-2026             | Göztepe               | SüperLig              | 2           | 0           | -                     | -                     | -       | -       | 2     | 0     |
| Total sur la carrière | Total sur la carrière | Total sur la carrière | 113         | 9           | 6                     | 0                     | 3       | 0       | 122   | 9     |